# Topole, Mengeš
Topole este o localitate din comuna Mengeš, Slovenia, cu o populație de 201 locuitori.